# Air France
Air France je francuska zrakoplovna kompanija sa sjedištem u Parizu. Podružnica je Air France-KLM grupe. Po cijelome svijetu kompanija djeluje kao redovni putnički i teretni zračni prijevoznik leteći prema 185 destinacija u 83 zemlje. Najveće prometno čvorište Air Francea nalazi se na pariškoj zračnoj luci Charles de Gaulle. Ostala veća prometna čvorišta su na pariškoj zračnoj luci Orly, lyonskoj Saint-Exupéry i na zračnoj luci Côte d'Azur u Nici.
Prije spajanja s KLM-om, Air France je bio glavni francuski nacionalni zračni prijevoznik sa 71.654 zaposlenih (ožujak 2004. godine). S ožujkom 2007. u kompaniji je zaposleno 102.422 djelatnika. Većinu letova na regionalnim domaćim linijama i europskim putničkim linijama obavlja Régional, podružnica Air Francea, sa svojom flotom regionalnih mlažnjaka i turboelisnih zrakoplova.

## Flota
Air France flota se sastoji od sljedćih zrakoplova (10. ožujka 2016.).
Prosječna starost Air France flote je 11,7 godine.

## Unutarnje poveznice
Najveće svjetske zrakoplovne tvrtke